# Jérôme de Valpergue
Pour les articles homonymes, voir Valpergue et Valperga (homonymie).
Jérôme de Valpergue, francisation de Girolamo di Valperga, mort en 1573, est un ecclésiastique piémontais, archevêque de Tarentaise du XVIe siècle.

## Biographie
Girolamo di Valperga, est issu de l'antique famille piémontaise des comtes de Valperga. Il est le fils du comte Luigi et le frère d'Amedeo di Valperga, créé chevalier de l'Ordre de la Très Sainte Annonciade par le duc Charles III de Savoie.[réf. nécessaire]
Le duc Charles III le pourvoit de la commende de l'abbaye d'Abondance en 1533. L'archevêque de Tarentaise, Jean-Philippe de Grolée, étant mort le 21 décembre 1559, il est élu, par le chapitre de chanoines, pour lui succéder le 17 juillet 1560 et préconisé par le pape Pie IV. Il ne fait son entrée dans son archidiocèse que le 30 août 1563.
Le duc Emmanuel-Philibert de Savoie le nomme gouverneur de la cité et du comté d'Asti.[réf. nécessaire]
Girolamo di Valperga meurt le 6 juillet 1573.